# Bitwa pod Lubawą
Bitwa pod Lubawą – starcie zbrojne, które miało miejsce  w kwietniu lub maju 1263 roku pomiędzy Prusami z plemienia Natangów a Krzyżakami, zakończone zwycięstwem Prusów.
Do bitwy doszło podczas II powstania pruskiego. Natangowie, na czele których stał Herkus Monte, w trakcie odwrotu po najeździe na ziemię chełmińską zostali doścignięci przez siły zakonne pod wodzą mistrza krajowego Helmeryka von Würzburga. Starcie zakończyło się druzgocącą klęską Krzyżaków i uznawane jest za jedną z ich największych przegranych w trakcie podboju Prus.

## Tło historyczne
Powstanie, które wybuchło we wrześniu 1260 roku, zagroziło istnieniu państwa zakonnego w Prusach. Wzięły w nim udział prawie wszystkie plemiona pruskie, jedynie Pomezanie pozostali lojalni wobec Krzyżaków. W ciągu pierwszych trzech lat walk powstańcy odnieśli szereg sukcesów, zdobywając małe grody, jak i niszcząc osady niemieckie oraz pobratymców, którzy pozostali po stronie Zakonu. Większe grody, jak na przykład Braniewo, Lidzbark czy Reszel, padły po dłuższych oblężeniach – wzięte głodem lub porzucane przez załogi. Wsparciem dla Prusów były także ataki Litwinów i Jaćwingów na Krzyżaków, przeprowadzane w tym samym czasie. Do zwycięstw przyczynili się także wodzowie poszczególnych plemion, którzy wcześniej służyli w siłach zakonnych, dzięki czemu poznali możliwości przeciwnika oraz jego sposoby walki. Jednym z nich był Herkus Monte, wódz Natangów.  
Krzyżacy z wielkim trudem obronili grody położone nad rzekami i Zalewem Wiślanym, takie jak Elbląg, Królewiec, Bałga czy Welawa. Poza nimi utrzymali ziemię chełmińską, natomiast z Pomezanii, mimo prób obrony, zostali wyparci. Pomoc udzielana im w ciągu tych trzech lat ze strony niektórych książąt polskich i krzyżowców niemieckich była niewystarczająca, po części z powodu zaabsorbowania łacińskiej Europy innymi wydarzeniami i problemami.
W 1263 roku Natangowie pod wodzą Montego, którzy byli szczególnie groźnymi przeciwnikami dla Krzyżaków, wyprawili się na ziemię chełmińską. Poruszając się pod osłoną puszcz, dokonali niespodziewanego dla Zakonu najazdu. Złupili zaatakowane tereny, niszcząc nieumocnione osady i uprowadzając tamtejszą ludność w niewolę. Wedle krzyżackiego kronikarza Piotra z Dusburga, Monte „ziemię chełmińską uczynił czerwoną od krwi chrześcijańskiej”. Natangowie zdobyli gród w Radzyniu, zaatakowali również Chełmżę, siedzibę biskupa, a być może zapuścili się także pod Toruń i Grudziądz. Po złupieniu ziemi chełmińskiej rozpoczęli odwrót na swoje tereny. W pościg za nimi, na czele zebranych sił zakonnych, ruszył mistrz krajowy Prus Helmeryk von Würzburg. Udało mu się doścignąć Prusów w ziemi lubawskiej.

## Bitwa
Do starcia między Krzyżakami a Natangami doszło w kwietniu lub maju 1263 roku, pod Lubawą – jak powszechnie się przyjmuje – czy też w jej okolicy, pod wsią Fijewo. Wysunięto także koncepcję, w myśl której siły Montego ominęły okolice samego miasta, a bitwę stoczono na pograniczu ziemi lubawskiej z pozostałą częścią Sasiny.
Monte, zapewne spodziewając się pościgu, nie został zaskoczony obecnością Krzyżaków. Natangowie osłonili swoją pozycję zasiekami. Możliwe, iż wykorzystali do tego dawne nadgraniczne umocnienia, chroniące okoliczne gródki pruskie. Niewykluczone też, że przyłączyli się do nich miejscowi Sasinowie, co również mogło skłonić Montego do przyjęcia bitwy.
Doścignąwszy Prusów, mistrz Würzburg zdecydował się na atak, mimo trudnej sytuacji i doświadczeń porażek oddziałów zakonnych, które podjęły walkę z przeciwnikiem w podobnych warunkach. Bitwa rozpoczęła się więc natarciem krzyżackim. Wedle opisu Piotra z Dusburga, pruscy wojownicy stawili skuteczny opór, odpierając kolejne uderzenia. W końcu zostali zmuszeni do ucieczki, a Krzyżacy rzucili się za nimi w pościg, łamiąc szyk. Jednak Natangowie dostrzegli rozproszenie sił wroga i zawrócili do walki. Być może ucieczka ludzi Montego była przemyślanym manewrem: zasadzką, w którą udało się wciągnąć przeciwnika. Ostatecznie, w boju, który ponownie wywiązał się wśród zasieków, Krzyżacy ponieśli druzgocącą klęskę.

## Skutki
W przegranej bitwie poległ mistrz Helmeryk von Würzburg i 40 braci-rycerzy oraz nieznana, acz zapewne spora, liczba pozostałych jego podkomendnych (może kilkukrotnie więcej niż rycerzy zakonnych). Prawdopodobnie w starciu poniósł śmierć także Teodoryk, marszałek Prus. Możliwe, iż praktycznie cały zakonny oddział został wybity, bowiem Dusburg w swojej kronice podaje, że razem z braćmi-rycerzami zginęło „całe wojsko chrześcijańskie”.
Była to dla Krzyżaków bardzo dotkliwa klęska. Piotr z Dusburga podał, że była uznawana za większą przegraną niż batalia pod Durben – jednak nie ze względu na wysokość strat, które były niższe niż w tamtym starciu, ale z racji ich dotkliwości, bowiem pod Lubawą zginęli bardzo doświadczeni bracia-rycerze, zaprawieni w boju, jak i biegli w zarządzaniu. Bitwę tą zalicza się do największych klęsk krzyżackich w ciągu całego podboju Prus.
Prusowie, którzy wedle krzyżackiego kronikarza również ponieśli spore straty (głównie w trakcie ucieczki przez Krzyżakami), mogli spokojnie powrócić do Natangii. Zwycięstwo to bywa uznawane za najbardziej błyskotliwy sukces Herkusa Montego.